# Herbert Wittchen
Herbert Wittchen ist ein ehemaliger deutscher Handballtrainer.
Wittchen spielte in seiner Jugend bei der Ibbenbürener Spvg Fußball und war Leichtathletik-Mehrkämpfer. Ebenfalls in Ibbenbüren und in Lengerich spielte er Handball.
Als Trainer führte er den Regionalligisten TV Emsdetten in der Saison 1982/83 ins Halbfinale des DHB-Pokals sowie zum Gewinn des Meistertitels in der Regionalliga West, Staffel Nord.
Im Sommer 1983 übernahm er das Traineramt beim Bundesligisten VfL Gummersbach, der in der Vorsaison unter Petre Ivănescu deutscher Meister, Pokalsieger und Europapokalsieger geworden war. Den Gummersbacher Führungsspielern wie Heiner Brand und Andreas Thiel war Wittchen unbekannt; sie verspotteten ihn nach der Bekanntgabe der Verpflichtung in Anlehnung an seinen Nachnamen als „Schneewittchen“. Wittchen, der später sagte, mit der Situation in Gummersbach überfordert gewesen zu sein, überwarf sich mit Brand, dem die Trainingsgestaltung missfiel. Am 27. Januar 1984 kam es zwischen Wittchen und dem VfL zur Trennung. Er sehe keine Basis mehr für eine Zusammenarbeit, weil sein Verhältnis zur Mannschaft nicht mehr in Ordnung sei, lautete damals Wittchens Begründung für seinen Abschied. Zum Verhängnis war ihm auch geworden, dass er VfL-Kapitän Heiner Brand zuvor öffentlich Kampfgeist abgesprochen hatte. Wittchens Nachfolger in Gummersbach wurde Klaus Brand.
Wittchen wurde nach seiner Trennung von den Gummersbachern Trainer eines anderen Bundesligisten, dem HC TuRa Bergkamen, der mit dem ehemaligen Bundestrainer Vlado Stenzel in die Saison 1983/84 gegangen war, diesen aber im Dezember 1983 entließ und hernach übergangsweise von Klaus Soth betreut wurde. 23 Tage nach Wittchens Ausscheiden in Gummersbach bezwang die von ihm trainierte Mannschaft aus Bergkamen den VfL Gummersbach in der Bundesliga mit 14:7. Dieser Sieg wurde vom Westfälischen Anzeiger später als „eines der legendärsten Resultate in der Bundesliga-Geschichte“ eingestuft.